# Isle of Beauty, Isle of Splendour
"Isle of Beauty, Isle of Splendour"  là quốc ca của Dominica. Bài hát được chính thức công nhận khi đảo quốc này giành được quyền tự trị năm 1967, và một lần nữa khi Dominica giành độc lập năm 1978. Phần lời do Wilfred Oscar Morgan Pond (1912–1985) sáng tác, còn phần nhạc do Lemuel McPherson Christian (1917–2000) viết.
Bản quốc ca này từng được The Guardian xếp vào danh sách 10 quốc ca hay nhất của các quốc gia tham dự Thế vận hội Mùa hè 2008 tại Bắc Kinh.

## Lời bài hát
I

Isle of beauty, isle of splendour,

Isle to all so sweet and fair,

All must surely gaze in wonder

At thy gifts so rich and rare.

Rivers, valleys, hills and mountains,

All these gifts we do extol.

Healthy land, so like all fountains,

Giving cheer that warms the soul.

II

Dominica, God hath blest thee

With a clime benign and bright,

Pastures green and flowers of beauty

Filling all with pure delight,

And a people strong and healthy,

Full of godly reverent fear.

May we ever seek to praise Thee

For these gifts so rich and rare.

III

Come ye forward, sons and daughters

Of this gem beyond compare.

Strive for honour, sons and daughters,

Do the right, be firm, be fair.

Toil with hearts and hands and voices.

We must prosper! Sound the call,

In which ev'ryone rejoices,

"All for Each and Each for All."